# Yuppicide
Yuppicide ist eine Hardcore-Punk-Band aus Brooklyn, New York City, Vereinigte Staaten.

## Name
Der Name der Band setzt sich aus den englischen Wörtern „Yuppie“ und „(Homi)cide“ (Tötungsdelikt, von lat. „caedere“ = „töten“) zusammen und bedeutet den Akt des Tötens eines jungen, erfolgreichen Geschäftsmannes der (amerikanischen) Oberschicht. Laut Yuppicide steht das Wort „Yuppie“ aber eher für die Philosophie eines Systems.
Auf dem Cover des ersten Albums „Fear Love“ ist die Silhouette des geografischen Grundrisses der USA zu sehen, die böse grinsend, mit comichaft gezeichneten Raubtierzähnen illustriert wurde. Auf dem Cover des Albums „Shinebox“ ist die blutüberströmte Puppe eines Anzug tragenden alten Mannes zu sehen, der eine Pistole in der Hand hat. Dies ist eine Installation des Künstlers Michael Lawrence.

## Stil

### Texte
Die Songtexte der Band behandeln häufig die Ohnmacht des Einzelnen gegenüber einem kapitalistisch geprägten Gesellschaftssystem und beinhalten scharfe Gesellschafts- und Medienkritik („Socialization“, „Nice Guys finish last“, „Envy“, „Follow the Leader“, „Yellow Journalism“ etc.), Kritik an der amerikanischen Zensur-Praxis („Jesse Helms“), aber auch Probleme und Egoismus innerhalb zwischenmenschlicher Beziehungen („True Love“, „Big Head“, „Fear Love“). In dem Lied „Fist full of Credit Cards“ beschwert sich die Band über die „Philosophie“ des Yuppie-Systems.
Die Texte sind meist von kontrovers-satirischer Ironie geprägt. So stellt die Gruppe in dem Song „The Six Bullet Plan“ einen hypothetischen Masterplan auf, um „Stress entgegenzuwirken und die Bevölkerung zu kontrollieren“: Es solle jeder Bürger alle vier Jahre eine Pistole mit sechs Kugeln erhalten, die er „ohne Strafe nach eigenen Vorstellungen“ verwenden dürfe.
In „New Jesus“ vergleichen Yuppicide den Fernseher mit einem neuen Messias, der die Menschen „zum Lachen, Weinen und zum Einschlafen“ bringe und sie „Liebe und Wohlwollen“ spüren ließe, damit das „schmerzhafte, wahre Leben“ vergessen werde. Der Refrain benutzt ein  Kindergebet, welches auf den Fernseher als „neuen Jesus“ umgeschrieben wurde:
I pray the Lord my T.V. to keep 

and if it breaks before I wake, 

(aus „New Jesus“, enthalten auf „Shinebox“)

### Musik
Yuppicide ist stilistisch dem „New York Hardcore“ zuzuordnen. Die Musik von Yuppicide hat ihre Wurzeln hörbar im Punk, wartet jedoch mit ausgefeilteren musikalischen Arrangements auf. Die Lieder beinhalten häufige Tempi-Wechsel und werden nicht nur von Instrumenten, Gesang und Chorus getragen, sondern auch von eingespielten Hintergrundgeräuschen (Pistolenklicken, künstliche Rückkopplungen etc.) und eingebetteten Sprachfetzen oder Filmzitaten (z. B. hört man bei dem Lied „True Love“ die Stimme Dennis Hoppers aus dem Film „Blue Velvet“)
Der britische Akzent des Sängers beruht darauf, dass Jesse Jones gebürtiger Londoner ist.
Die Liveshows der Band erhielten durch die exzentrische Bühnenperformance von Sänger Jesse und dessen Hang zu Verkleidungen und Maskierungen einen in der Hardcoreszene aufsehenerregenden Charakter. So wurden manche Lieder durch eine Gasmaske gesungen und der Sänger beschmierte sich mit Kunstblut, sodass er (kunst-)blutüberströmt das Konzert bestritt.

## Diskografie

### Alben und Singles
- 1990: Yuppicide 7″ EP (Evacuate Records)
- 1990: Fear Love LP/CD (Wreck-Age)
- 1992: Shinebox LP/CD (Wreck-Age)
- 1992: You´ve Been Warned 7″ EP (Wreck-Age)
- 1994: Dead Man Walking LP/CD (Wreck-Age)
- 1996: Live LP/CD (Navigator Productions)
- 2010: Anthology: ’88–’98 2CD (Dead City Records/Core Tex Records)
- 2012: American Oblivion EP (Dead City Records)
- 2015: Revenge Regret Repeat (Dead City Records/Core Tex Records)

### Samplerbeiträge
- 1990: Squat Or Rot Vol. 2 7″ EP (Squat Or Rot)
- 1990: Look At All The Children Now LP (Evacuate Records)
- 1992: Sick But Slick 7″ EP (Nawpost)
- 1996: Yanks, Krauts & Canucks 2×7″ EP (Navigator Productions)